# Condado de Wallace
O Condado de Wallace é um dos 105 condados do estado americano de Kansas. A sede do condado é Sharon Springs, e sua maior cidade é Sharon Springs. O condado possui uma área de 2,367 km² (dos quais 0 km² estão cobertos por água), uma população de 1 749 habitantes, e uma densidade populacional de 1 hab/km² (segundo o censo nacional de 2000). O condado foi fundado em 1868.